# Кириченко Євдокія Мойсеївна
Євдокі́я Мойсе́ївна Кириче́нко (1906—1984) — українська політична діячка. Дружина колишнього керівника УРСР, першого секретаря Комуністичної партії України Олексія Кириченка.

## Життєпис
Народилася у 1906 році. У 1935 році одружилася з Олексієм Кириченком.
У 1984 році померла в Москві.

## Сім'я
- чоловік — Кириченко Олексій Іларіонович (1908—1975), перший секретар ЦК Компартії України.
- син — Кириченко Юрій Олексійович (1936—2017), дипломат, Надзвичайний і Повноважний посол СРСР.
- невістка — Гречко Тетяна Андріївна (1927—2002), донька маршала Андрія Гречка